# Hiidenjärvi (sjö i Rautjärvi, Södra Karelen)
Hiidenjärvi är en sjö vid finsk-ryska gränsen. Den finländska delen ligger i kommunen Rautjärvi i landskapet Södra Karelen i Finland. Sjön ligger 71,5 meter över havet. Arean är 1,36 kvadratkilometer och strandlinjen är 9,06 kilometer lång. Sjön  ingår i Vuoksens huvudavrinningsområde.   Den ligger omkring 56 km öster om Villmanstrand och omkring 260 km nordöst om Helsingfors. 
I sjön finns öarna Kärmesaari och Ukkosaari. 